# Daniel Ier du Kongo
Daniel Ier du Kongo  (tué en 1678)  (Miala  mia Nzimbwila en  kikongo et D. Daniel I en portugais) manikongo du royaume du Kongo de 1674 à 1678.

## Origine
Daniel de Gusmão est l'un des fils de Dona Suzana de Nóbrega de Lovota, fille du roi Alvare II et matriarche du Kanda Kimpanzu.

## Règne
Daniel de Gusmão est élu roi à São Salvador après la  mort de Raphaël Ier du Kongo. Il appartient au Kanda Kimpanzu et comme tel il bénéficie de l'appui des comtes de Soyo contemporains : Paulo III da Silva  (1674-1675) et Estêvão Afonso da Silva (1675-1680).
En 1678 Pedro III  Nsimba Ntamba de Lemba attaque la capitale à la tête d'une armée de mercenaires Jagas. Le roi Daniel Ier est massacré. São Salvador est pillée et détruite. Les habitants s'enfuient. La capitale de l'ancien royaume sera abandonnée jusqu'en 1709Les insignes royaux sont emportés à Bula mais Pierre III ne parvient néanmoins pas à se faire reconnaitre par tout le pays. Une partie des habitants se retirent, avec le Vicaire-Général Miguel de Castro, parent et secrétaire du roi à Nkondo sur les rives du fleuve Dande.

## Postérité
Le roi Daniel Ier, laisse un fils homonyme le Prince D. Daniel qui rejoindra à la fin du siècle le mouvement antonianiste

## Source
- (pt) Fernando Campos  « O rei D. Pedro IV Ne Nsamu a Mbemba. A unidade do Congo », dans Africa. Revista do centro de Estudos Africanos, USP  S. Paulo 18-19 (1)  1995/1996..
- (en) John K. Thornton, The Kongolese Saint Anthonty: Dona Beatriz Kimpa Vita and the Antonian Movement, 1684–1706, cambridge, Cambridge University Press, 1998 (ISBN 9-780521-596497)